# John Owen-Jones
John Owen-Jones (* 5. května 1971) je velšský muzikálový herec a zpěvák. Narodil se ve vesnici Burry Port, kde docházel na školu Glan-y-Mor Comprehensive School. Později studoval na londýnské Central School of Speech and Drama. Hrál například hlavní role v muzikálech Bídníci a Fantom opery. V roce 2006 vydal své první album (EP) nazvané Hallelujah. O tři roky později následovalo první řadové album, které dostalo název podle autora, a roku 2012 následovalo třetí album s názvem Unmasked. Roku 2015 vydal další nahrávku, album Rise.

## Diskografie
- Hallelujah (2006)
- John Owen-Jones (2009)
- Unmasked (2012)
- Rise (2015)